# Crip Camp
Crip Camp: A Disability Revolution (en español: "Campamento extraordinario") es una película documental de 2020 dirigida, escrita y producida por Nicole Newnham y James LeBrecht. Michelle y Barack Obama sirvieron como productores ejecutivos bajo su productora llamada Higher Ground Productions.
El estreno mundial del documental fue el 23 de enero de 2020 en el festival de cine de Sundance. El 25 de marzo de 2020 fue estrenada en Netflix.

## Sinopsis
A comienzos de la década de los 70, adolescentes con discapacidades tenían un futuro marcado por el aislamiento, discriminación e institucionalización. El campamento de verano llamado Jened (pronunciado /dʒenˈed/), ubicado en Hunter, New York (en una zona rodeada por las montañas de Catskill) ofrecía un lugar seguro para que todos los adolescentes con diferentes tipos de discapacidades se divirtieran y socializaran. Fue aquí en donde un grupo de personas con discapacidades se dieron cuenta de que tenían que luchar por sus derechos. De este modo, decidieron unirse más allá de cuestiones recreativas y convertirse en activistas.

## Producción
La idea de hacer una película sobre el campamento de verano Jened comenzó cuando James LeBrecht, quien sufre de espina bífida, expresó a Newnham su deseo de ver una película acerca de "Camp Jened" (lugar al que asistió) debido a que no encontraba documentales acerca del activismo por los derechos de las personas con discapacidad.

## Recepción

### Crítica
El sitio web Rotten Tomatoes tiene una calificación del 100% basado en 84 reseñas. El consenso general establece: 
"Tan entretenida como inspiradora, Crip Camp usa la remarcable historia de un grupo para destacar esperanza para el futuro y el poder de la comunidad".
El sitio web Metacritic la califica con 86 puntos de 100 basado en 29 críticas.

### Premios
Crip Camp ganó el premio al sujeto vivo más convincente de un documental por la activista Judith Heumann, quien tuvo un rol protagónico en la película y en la lucha por los derechos de las personas con discapacidad. También ganó el premio de la audiencia en el Festival de Cine de Sundance y el premio Montaña Zenón en el Festival Internacional de Cine de Miami.